# Un canard complètement givré
Pour plus de détails, voir Fiche technique et Distribution.
Un canard complètement givré (Daffy Duck Hunt) est un court métrage d'animation américain de la série Looney Tunes mettant en scène Porky Pig et Daffy Duck, réalisé par Robert McKimson et produit par la Warner Bros. Cartoons, sorti en 1949.

## Fiche technique
- Patrick Guillemin : Daffy Duck
- Michel Mella : Porky Pig